# 5-FIVE- (黒木メイサの曲)
「5-FIVE-」（ファイブ）は日本のポップ歌手黒木メイサの楽曲である。彼女の2枚目のシングルとして2010年6月2日にSTUDIOSEVEN Recordingsから発売された。Jeff Miyaharaがプロデュースを担当している。

## 背景
2010年4月5日にソニーミュージックの黒木の公式サイトでシングルの発売情報が公開された。

## チャート成績
2010年6月28日付けのオリコンチャートで初登場及び最高23位。同年6月1日付けの日本レコード協会による着うたフルのダウンロード数を集計したRIAJ有料音楽配信チャートでは、最高27位。

## ミュージックビデオ
ビデオの監督はスミスが務めた。2010年5月18日正午より24時間限定でソニーミュージック公式サイトのトップページにフルサイズで公開された。

## プロモーション
2010年5月22日に開催されたGIRLS AWARDに出演しパフォーマンスした。同年5月28日放送の音楽番組『ミュージックステーション』、5月31日放送の『HEY!HEY!HEY! MUSIC CHAMP』、6月8日放送の『ザ・ミュージックアワー』などに出演。

## 収録曲
| #  | タイトル                  | 作詞                        | 作曲                       | 時間 |
| -- | ------------------------- | --------------------------- | -------------------------- | ---- |
| 1. | 「5-FIVE-」               | 岡嶋かな多、Jeff Miyahara、 | Miyahara、Yuichi Hayashida | 4:01 |
| 2. | 「The Only One」          | Nao'ymt                     | Nao'ymt                    | 3:35 |
| 3. | 「So Smooth」             | MOMO"mocha"N.               | U-Key zone                 | 4:26 |
| 4. | 「5-FIVE-」(instrumental) | 岡嶋かな多、Miyahara        | Miyahara、Hayashida        | 3:58 |

| #  | タイトル                 | 作詞 | 作曲・編曲 | 監督   |
| -- | ------------------------ | ---- | ---------- | ------ |
| 1. | 「5-FIVE-」(Music Video) |      |            | スミス |
| 2. | 「DANCE VIDEO」          |      |            |        |

## チャート
| チャート（2010年）       | 最高 順位 |
| ------------------------ | --------- |
| オリコン週間             | 23        |
| RIAJ有料音楽配信チャート | 27        |

## 発売日一覧
| 地域 | リリース日    | 規格                     |
| ---- | ------------- | ------------------------ |
| 日本 | 2010年5月26日 | 携帯電話端末向けフル配信 |
| 日本 | 2010年6月2日  | CD                       |